# Étoile sportive gimontoise rugby
Maillots
Actualités
L'Étoile sportive gimontoise , couramment abrégé en ESG, est un club français de rugby à XV situé à Gimont située dans le département du Gers, en région Occitanie.
Le club participe au championnat de France de Fédérale 2.

## Historique
Le club est créé en 1910.
Quart de finaliste du championnat de France de deuxième division en 1968, l'ES Gimontoise  a évolué dans l’élite du rugby français lors de la saison 1968-1969.

## Palmarès
- Championnat de France de 4e série : 
  - Champion (1) : 1935

- Championnat d'Armagnac Bigorre Honneur :  
  - Champion (4) : 1953, 1954, 1955, 1991

- Championnat d'Armagnac Bigorre Promotion :  
  - Champion (2) : 1938, 1939

- Championnat d'Armagnac Bigorre Promotion d'Honneur :  
  - Champion (1) : 2000

- Championnat d'Armagnac Bigorre 2ème série : 
  - Champion (4) : 1931, 1937, 1952, 1999

- Championnat d'Armagnac Bigorre 3ème série : 
  - Champion (2) : 1936, 1951

- Championnat d'Armagnac Bigorre 4ème série : 
  - Champion (1) : 1935

## Les finales
| Année | Champion  | Score | Finaliste             |
| 1935  | ES Gimont | 11-0  | US Sarliac sur l’Isle |

## Personnalités

### Joueurs emblématiques
- Francis Rui (1974-1976)
- Raphaël Bastide (2009-2010)
- Jérôme Gendre (2009-2014)

### Internationaux français que le club a fourni
- Pierre Bourgarit[3]